# Anva
Anva (kort for andelsvarehus) var en kæde af varehuse, der blev etableret af FDB og Hovedstadens Brugsforening i 1950. Kæden bestod af varehuse i Aalborg, Aarhus, Esbjerg, Haderslev, Hjørring, Odense og København og var blandt andet tænkt som en konkurrent til Illum og Magasin.

## Anva i København
I København åbnede i 1957 et Anva-varehus i en nyopført bygning på den grund ved Axeltorv, hvor det tidligere forlystelsesetablissement National Scala havde ligget. I 1963 købte Anva Cirkusbygningen, men varehusets udvidelsesplaner mødte stor folkelig modstand, og Cirkusbygningen solgtes i 1974 til Københavns Kommune. I 1987 lukkede Anva, og i 1989 åbnede Scala efter en gennemgribende ombygning. Bygningen blev nedrevet i 2012.

## Anva i provinsen
Varehuset i Esbjerg blev til centret Midt-I i 1988, og varehuset i Odense blev til OBS! i 1975. Anva-varehuset på Nytorv i Aalborg blev til OBS! Interiør i 1987, men blev allerede i 1988 solgt til Magasin. Anva åbnede i Aalborg i 1967, men rykkede allerede i 1974 fra sit oprindelige varehus i Bispensgade til et nyt varehus ved gamle grøntorv i krydset mellem Nytorv og Fjordgade.